# Alexander Wassiljewitsch Fedotow
Alexander Wassiljewitsch Fedotow (russisch Александр Васильевич Федотов; * 23. Juni 1932 in Stalingrad; † 4. April 1984) war ein sowjetischer Testpilot und General der Luftstreitkräfte. Der Cheftestpilot des OKB Mikojan erflog insgesamt 18 Weltrekorde, darunter drei absolute.
Fedotow trat 1950 in die Sowjetarmee ein. Nach dem erfolgreichen Abschluss der Pilotenschule in Stalingrad diente er bis 1957 als Fluglehrer bei den Luftstreitkräften. 1958 beendete er die Ausbildung zum Testpiloten, schied aus dem aktiven Militärdienst aus und ging zum OKB MiG. 1981 trat er wieder in den aktiven Militärdienst ein und war ab 1983 Generalmajor der Luftstreitkräfte. Nachdem Fedotow 1961 seinen ersten Weltrekord erflogen hatte, wurde er 1962 zum Chefpiloten der Entwicklungsabteilung Mikojan ernannt und blieb es bis zu seinem Tod 1984, als er beim Absturz mit einer in Erprobung befindlichen MiG-31 ums Leben kam.
Fedotow war unter anderem der erste Pilot der MiG-29 und stellte 1977 mit einer MiG Je-266M den bis heute gültigen absoluten Höhenweltrekord für bemannte und aus eigener Kraft startende Flugzeuge auf.
Fedotow wurde von der Fédération Aéronautique Internationale (FAI) 1974 mit der goldenen Luftmedaille sowie dreimal (1961, 1973, 1977) mit der de-la-Vaulx-Medaille ausgezeichnet. Er erhielt 1966 den Titel Held der Sowjetunion und wurde zweimal mit dem Leninorden ausgezeichnet.

## Weltrekorde
- 7. Oktober 1961; absoluter Weltrekord: Geschwindigkeit über einen 100-km-Rundkurs: 2.401 km/h auf Je-166
- 16. März 1965; 2 × Klassen-Weltrekord: Geschwindigkeit über einen 1.000-km-Rundkurs / mit 1.000 kg Last / mit 2.000 kg Last: 2.319,12 km/h auf Je-266
- 5. Oktober 1967; 2 × Klassen-Weltrekord: max. Dienstgipfelhöhe / mit 1.000 kg Last / mit 2.000 kg Last: 29.977 m auf Je-266
- 8. April 1973; Klassen-Weltrekord: Geschwindigkeit über einen 100-km-Rundkurs: 2.605,1 km/h auf Je-266
- 25. Juli 1973; 2 × Klassen-Weltrekord: max. Dienstgipfelhöhe / mit 1.000 kg Last / mit 2.000 kg Last: 35.230 m auf Je-266M
- 26. Juli 1973; absoluter Weltrekord: max. Dienstgipfelhöhe: 36.240 m auf Je-266
- 17. Mai 1975; 2 × Klassen-Weltrekord: Steigzeit auf 25.000 m Höhe: 2 Min. 34,2 Sek.; auf 35.000 m Höhe: 4 Min. 11,7 Sek. alles auf Je-266M
- 22. Juli 1977; 2 × Klassen-Weltrekord: max. Dienstgipfelhöhe / mit 1.000 kg Last / mit 2.000 kg Last: 37.080 m auf Je-266M
- 31. August 1977; absoluter Weltrekord: max. Dienstgipfelhöhe: 37.650 m auf Je-266M